# Sân bay Bouar
Sân bay Bouar (IATA: BOP, ICAO: FEFO) là một sân bay ở Bouar, Cộng hòa Trung Phi.